# Jiří Halberštát

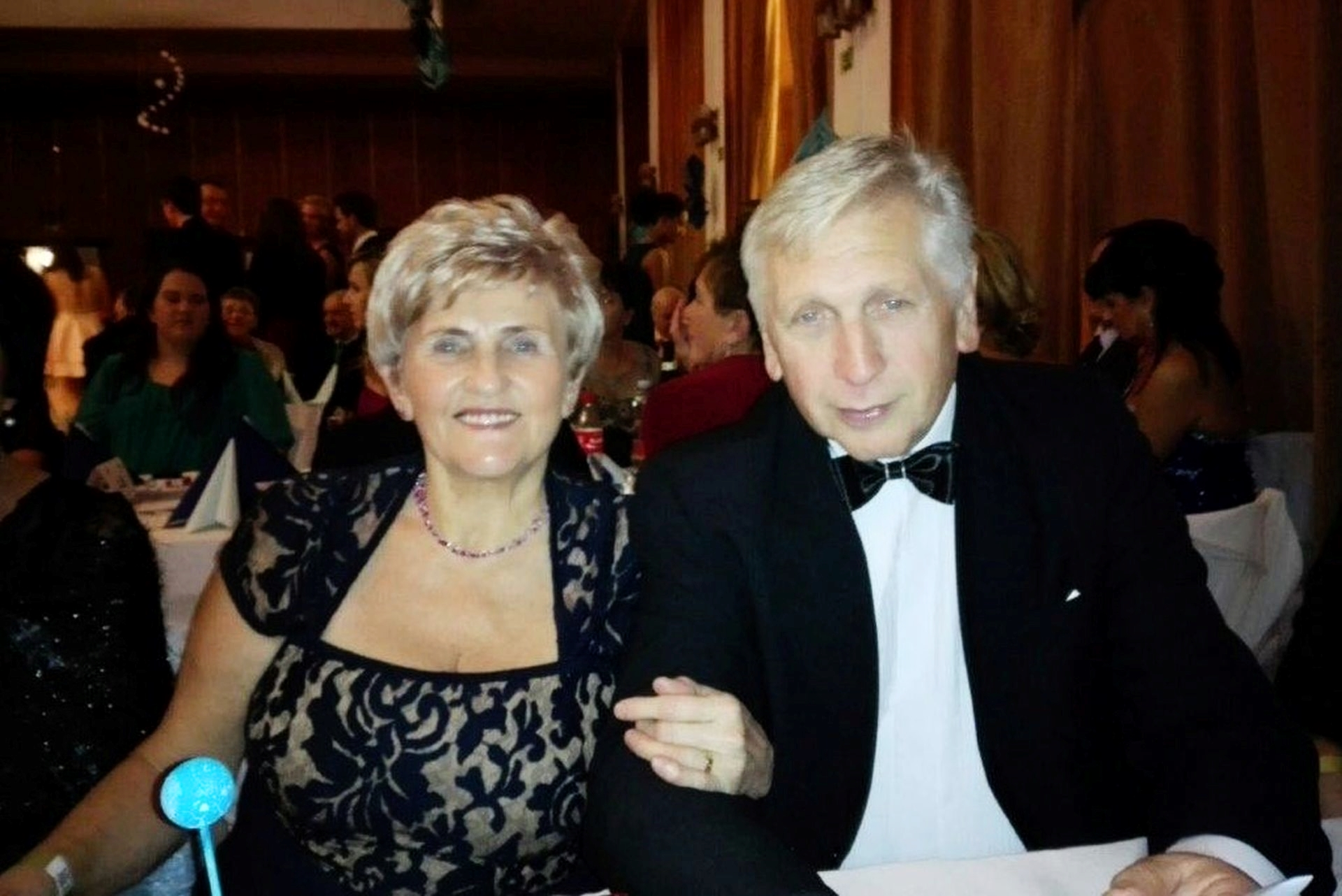
Jiří Halberštát s manželkou Květinou

Jiří Halberštát (* 22. července 1943, Hradec Králové-Svobodné Dvory) je český pedagog, divadelní režisér a spisovatel, dlouholetý starosta obce Těšovice.

## Život
Ve Svobodných Dvorech prožil své dětství a navštěvoval základní školu. V Hradci Králové v letech 1957 až 1961 vystudoval Střední pedagogickou školu.
Věnoval se učitelské profesi. Nastoupil na základní školu v Horním Maršově, po absolvování základní vojenské služby pak na školu ve Vítězné. Normalizační režim ukončil jeho pedagogické působení. V roce 1971 nastoupil jako dělník na důl Pohraniční stráž v Březové, později byl zásobovačem Sokolovských strojíren.
V osmdesátých letech studoval na režijní škole obor učitel LŠU – dramatický obor.
Od roku 1992, kdy byla obnovena samostatnost obce Těšovice na Sokolovsku, byl pokaždé zvolen jejím neuvolněným starostou.
V roce 2017 byl jedním ze šesti starostů, kterým Karlovarský kraj v rámci ankety Osobnost kraje udělil zvláštní ocenění za dlouholetou přínosnou činnost ve správě měst a obcí. Rovněž byl za svou dlouholetou činnost vyznamenán Senátem České republiky.

## Umělecká tvorba
Léta se věnuje divadelní režii jak s profesionály, tak s amatéry i dětskými soubory. Věnuje se režii divadelních souborů v Sokolově, Chodově a souboru Heroes Sokola Strašnice. Je autorem pohádkových divadelních her Červená Karkulka a Pták Ohnivák, Pro Sokol Strašnice komponoval a moderoval Galavečery Stradea. které měly stovky repríz.
Do roku 2017 působil jako šéfredaktor pražského nakladatelství Krigl. Od roku 2017 pracuje pro nakladatelství Martina Koláčka E-knihy jedou. Začátkem srpna 2018 vyšla kromě jiných i jedna z jeho posledních úprav Rovnováha. Pro nakladatelství Krigl sestavil v roce 2010 almanach Stavitelé chrámu poezie, kde jsou kromě básní 78 různých začínajících i známých autorů i jeho povídky. Píše povídky ze života, o vztazích a citech. Dále komponuje a moderuje křty knih i setkání spisovatelů.
Začátkem března 2019 vychází elektronicky jeho knížka povídek nazvaná Psáno srdcem. Jedná se o povídky, které psal své ženě Květině Halberštátové v letech 1981 - 1984.
Herečka a spisovatelka Hana Militká uvedla, že Halberštát ji naučil psát knihy a že ještě stále se má od něho co učit.